# Wapen van Ambatondrazaka

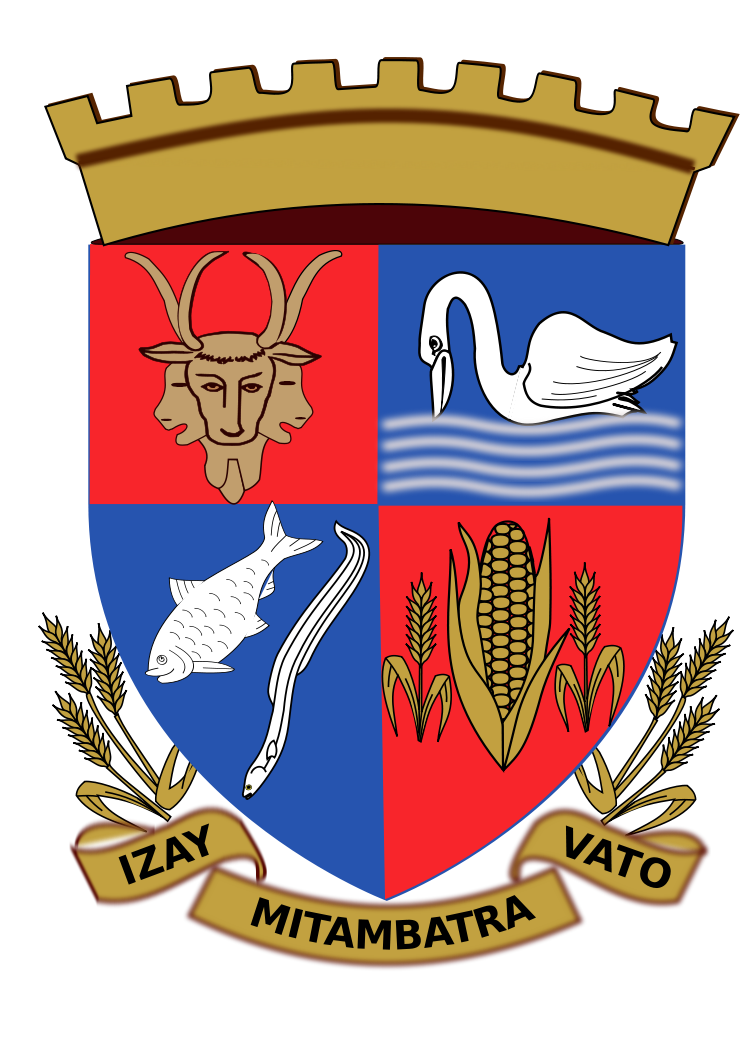
Het wapen van Ambatondrazaka.

Het wapen van Ambatondrazaka is het wapen van de Malagassische gemeente Ambatondrazaka, de hoofdstad van de regio Alaotra-Mangoro.

## Blazoenering
De drie zeboehoofden in het eerste kwartier en de maïs en rijst in het vierde kwartaal symboliseren de vele landbouw en veeteelt in het gebied. Ambotondrazaka wordt ook wel de agrarische hoofdstad genoemd. 
Het tweede kwartier symboliseert het Alaotrameer en het derde de lokale rivieren, die rijk is aan vis, wat weer een belangrijke bron van inkomsten is.
Het motto luidt: izay mitambatra vato.